# Nušićeva (Bělehrad)
Nušićeva (srbsky Нушићева) je ulice v hlavním městě Srbska, Bělehradu. Stojí v samotném středu města. Spojuje ulici Terazije s prostranstvím před budovou deníku Politika a Makedonskou ulicí. Je dlouhá cca 200 metrů.

## Historie
Ulice existuje již na historických mapách. Domy po jejích stranách vznikly nejspíše po roce 1860. Několikrát měnila svůj název. Nejprve se jmenovala Skopljanska (podle města Skopje), tento název byl doložen v roce 1872 a znovu se objevuje na plánu města z 20. let 20. století. V letech 1930 až 1946 se jmenovala Pašićeva podle Nikoly Pašiće, srbského a jugoslávského premiéra. Současný název podle diplomata a spisovatele Branislava Nušiće má od roku 1946.

## Doprava
Ulice slouží pro automobilovou dopravu, v každém jízdním pruhu má jeden směr.

## Významné budovy
- Budova eskontní banky
- Dům Jovana Smederevce
- Budova místní části Staré město (srbsky Gradska opština Stari Grad).